# Juegos de la Mancomunidad de 2022
Los XXII Juegos de la Mancomunidad se celebraron en Birmingham (Inglaterra, Reino Unido), del 28 de julio al 8 de agosto de 2022. Fueron la tercera edición que se celebra en suelo inglés, después de los Juegos de la Mancomunidad de 1934 en Londres, y los de 2002 en la ciudad de Mánchester.
Se celebraría un Campeonato de tiro deportivo y tiro con arco de la Mancomunidad en Chandigarh (India), en enero de 2022 y las medallas en disputa se agregarían al medallero de Birmingham. Sin embargo, este evento fue cancelado debido a la pandemia de COVID-19.
Fueron los últimos juegos celebrados durante el reinado de Isabel II del Reino Unido, quien falleciera un mes después de la terminación del evento.

## Sedes e instalaciones deportivas

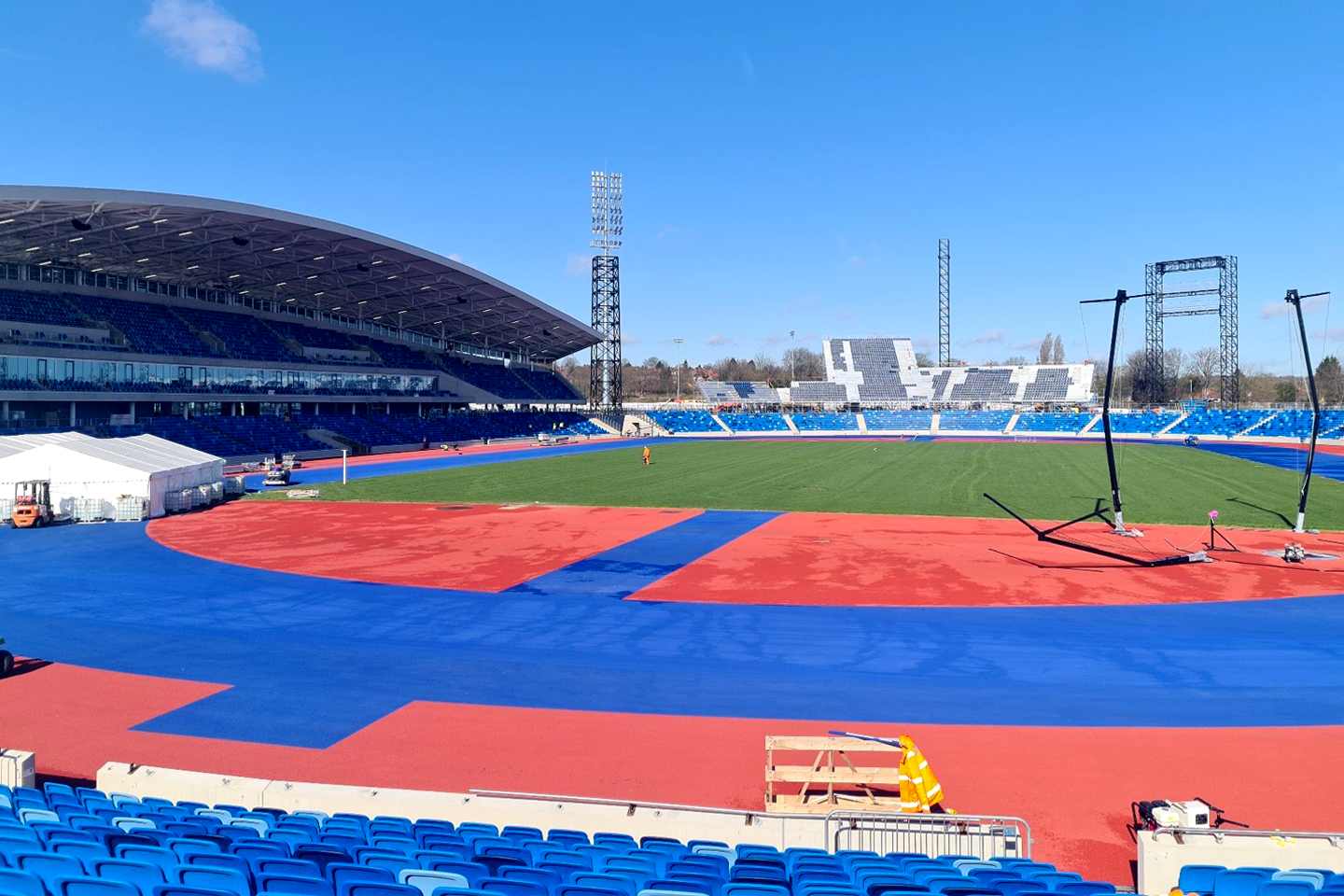
El Alexander Stadium en renovación para los Juegos (Septiembre 2021)

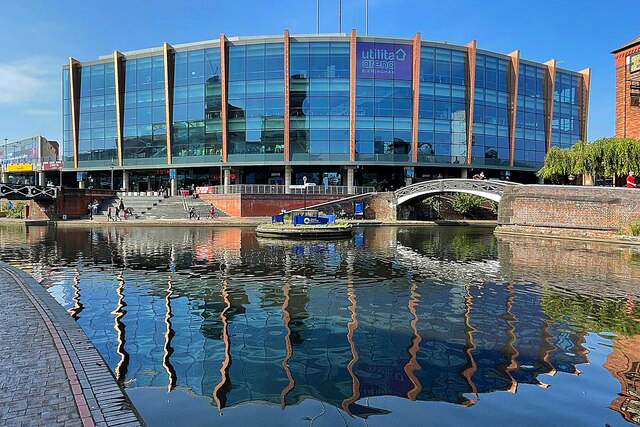
Arena Birmingham

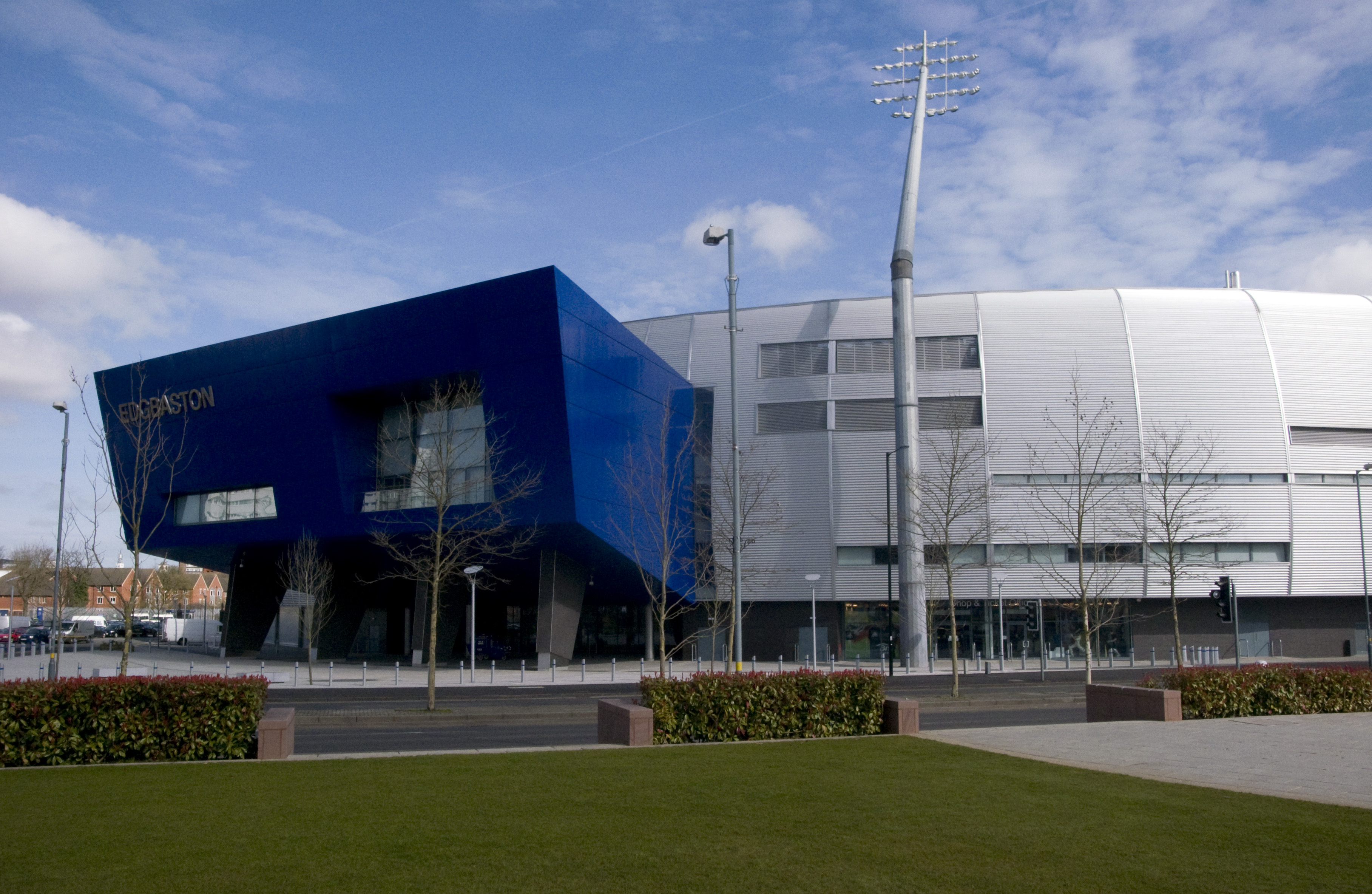
Edgbaston Cricket Ground

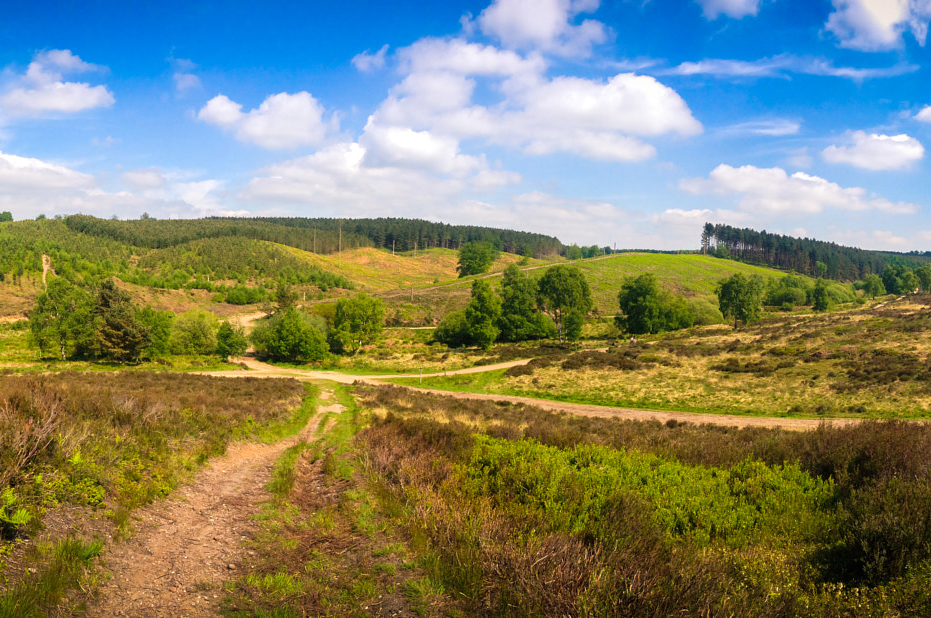
Cannock Chase Forest

### Birmingham
- Alexander Stadium – Ceremonias de apertura y clausura, Atletismo
- Arena Birmingham – Gimnasia
- Edgbaston Cricket Ground – Cricket
- Smithfield (estadio temporal) – Baloncesto 3x3 Basketball, Baloncesto 3x3 en silla de ruedas, Voleibol de playa
- Sutton Park – Triatlón
- Universidad of Birmingham – Hockey, Squash
- Victoria Square – Maratón

### Región de West Midlands
- Cannock Chase District: Cannock Chase – Ciclismo (Montaña, ruta, contrarreloj)
- Coventry: Coventry Arena – Rugby Seven, Yudo, Lucha
- Leamington Spa: Victoria Park – Bochas
- Sandwell: Sandwell Aquatics Centre – Deportes acuáticos
- Solihull: National Exhibition Centre
  - Salón 1 – Levantamiento de pesas, Levantamiento de potencia (paralímpico)
  - Salón 3 – Tenis de mesa, Tenis de mesa (paralímpico)
  - Salón 4 – Boxeo
  - Salón 5 – Bádminton
- Solihull: NEC Arena – Netball
- Warwick: St. Nicholas' Park – Ciclismo (Carrera)
- Wolverhampton: West Park – Ciclismo (contrarreloj)

### Gran Londres
- Londres: Lee Valley VeloPark – Ciclismo de pista

## Naciones participantes
En los Juegos de la Mancomunidad de 2022 participarán 72 naciones. Maldivas regresa después de 4 años de ausencia desde la pasada edición.
| Países participantes |
| --- |
| Anguila Anguila (13) [ 1 ] Antigua y Barbuda Antigua y Barbuda (13) [ 2 ] Australia (427) [ 3 ] Bahamas Bahamas (28) [ 4 ] Bangladés Bangladés (30) [ 5 ] Barbados Barbados (65) [ 6 ] Belice Belice (13) [ 7 ] Bermudas Bermudas (17) [ 8 ] Botsuana Botsuana (36) [ 9 ] Islas Vírgenes Británicas (19) [ 10 ] Brunéi Brunéi (7) [ 11 ] Camerún Camerún (36) Canadá Canadá (269) Islas Caimán (21) [ 12 ] Islas Cook Islas Cook (18) [ 13 ] Chipre Chipre (53) [ 14 ] Dominica Dominica (11) [ 15 ] Inglaterra Inglaterra (437) (Anfitrión) Suazilandia Suazilandia (12) [ 16 ] Islas Malvinas Islas Malvinas (16) [ 17 ] Fiyi Fiyi (64) [ 18 ] Gambia Gambia (16) [ 19 ] Ghana Ghana (101) [ 20 ] Gibraltar (23) [ 21 ] Granada Granada (14) [ 22 ] Guernsey (28) [ 23 ] Guyana Guyana (32) [ 24 ] India (215) [ 25 ] Isla de Man Isla de Man (34) [ 26 ] Jamaica (120) Jersey Jersey (28) [ 27 ] Kenia Kenia (123) [ 28 ] Kiribati Kiribati (6) [ 29 ] Lesoto Lesoto (21) [ 30 ] Malaui Malaui (22) [ 31 ] Malasia Malasia (103) [ 32 ] Maldivas Maldivas (24) Malta Malta (29) [ 33 ] Mauricio (62) [ 34 ] Montserrat Montserrat (5) [ 35 ] Mozambique Mozambique (14) Namibia Namibia (33) [ 36 ] Nauru Nauru (16) Nueva Zelanda Nueva Zelanda (233) [ 37 ] Nigeria Nigeria (94) [ 38 ] Niue Niue (15) [ 39 ] Isla Norfolk (10) [ 40 ] Irlanda del Norte Irlanda del Norte (97) Pakistán Pakistán (73) [ 41 ] Papúa Nueva Guinea Papúa Nueva Guinea (34) [ 42 ] Ruanda Ruanda (16) [ 43 ] Santa Elena, Ascensión y Tristán de Acuña Santa Elena, Ascensión y Tristán de Acuña (11) [ 44 ] San Cristóbal y Nieves San Cristóbal y Nieves (6) [ 45 ] Santa Lucía Santa Lucía (13) [ 46 ] San Vicente y las Granadinas San Vicente y las Granadinas (21) [ 47 ] Samoa Samoa (38) [ 48 ] Escocia Escocia (254) Seychelles Seychelles (27) [ 49 ] Sierra Leona Sierra Leona (27) Singapur Singapur (67) [ 50 ] Islas Salomón Islas Salomón (19) [ 51 ] Sudáfrica (228) Sri Lanka Sri Lanka (110) [ 52 ] Tanzania Tanzania (17) [ 53 ] Tonga (28) Trinidad y Tobago Trinidad y Tobago (72) [ 54 ] Islas Turcas y Caicos (11) [ 55 ] Tuvalu (6) [ 56 ] Uganda Uganda (77) [ 57 ] Vanuatu Vanuatu (17) [ 58 ] Gales Gales (201) [ 59 ] Zambia (41) [ 60 ] |

## Deportes
- Acuáticos
  - Clavados
  - Natación
- Atletismo
- Badminton
- Baloncesto 3x3
- Voleibol de Playa
- Boxeo
- Cricket
- Ciclismo
  - Montaña
  - Ruta
  - Velocidad
- Gimnasia
  - Artística
  - Rítmica
- Hockey sobre hierba
- Judo
- Bochas
- Netball
- Levantamiento de Potencia
- Rugby 7  (detalle)
- Squash
- Tenis de Mesa
- Triatlón
- Halterofilia
- Lucha

## Desarrollo

### Calendario
En el siguiente calendario de eventos cada casilla azul representa los días en los que hubo competición, las casillas amarillas representan los días durante los cuales se llevarán a cabo los eventos finales de un deporte y se entregarán las medallas. El número en cada casilla representa el número de finales que se disputarán ese día. 
Los eventos empezarán el 29 de julio, un día después de la ceremonia de apertura, y culminarán el 8 de agosto con la ceremonia de clausura.
| CA | Ceremonia de Apertura | ● | Eventos de competición | 1 | Eventos finales | CC | Ceremonia de Clausura |

## Derechos de transmisión
| País          | Difusor                                 | Ref           |
| ------------- | --------------------------------------- | ------------- |
| Australia     | Seven Network                           |               |
| Brunéi        | RTB                                     | [ 61 ]        |
| Canadá        | CBC                                     | [ 62 ]        |
| India         | DD Sports, Sony Pictures Sports Network | [ 63 ] [ 64 ] |
| Malasia       | Astro, RTM                              | [ 65 ] [ 66 ] |
| Nueva Zelanda | Sky NZ                                  |               |
| Singapur      | Mediacorp                               | [ 67 ]        |
| Reino Unido   | BBC                                     |               |
| Gales         | S4C                                     | [ 68 ]        |